# Liste der Baudenkmale in Gronau (Leine)
In der Liste der Baudenkmale in Gronau (Leine) sind alle Baudenkmale der niedersächsischen Gemeinde Gronau (Leine) aufgelistet. Die Quelle der Baudenkmale ist der Denkmalatlas Niedersachsen. Der Stand der Liste ist der 29. Juli 2020.

## Allgemein
In den Spalten befinden sich folgende Informationen:
- Lage: die Adresse des Baudenkmales und die geographischen Koordinaten. Kartenansicht, um Koordinaten zu setzen. In der Kartenansicht sind Baudenkmale ohne Koordinaten mit einem roten Marker dargestellt und können in der Karte gesetzt werden. Baudenkmale ohne Bild sind mit einem blauen Marker gekennzeichnet, Baudenkmale mit Bild mit einem grünen Marker.
- Bezeichnung: Bezeichnung des Baudenkmales
- Beschreibung: die Beschreibung des Baudenkmales. Unter § 3 Abs. 2 NDSchG werden Einzeldenkmale und unter § 3 Abs. 3 NDSchG Gruppen baulicher Anlagen und deren Bestandteile ausgewiesen.
- ID: die Objekt-ID des Baudenkmales
- Bild: ein Bild des Baudenkmales, ggf. zusätzlich mit einem Link zu weiteren Fotos des Baudenkmals im Medienarchiv Wikimedia Commons. Wenn man auf das Kamerasymbol klickt, können Fotos zu Baudenkmalen aus dieser Liste hochgeladen werden:

## Gronau (Leine)

### Gruppe: Verwaltungs-Gebäude, Kirche, Am Markt
Die Gruppe „Verwaltungs-Gebäude, Kirche, Am Markt“ hat die ID 34457108.

| Lage                                     | Bezeichnung         | Beschreibung       | ID       | Bild           |
| ---------------------------------------- | ------------------- | ------------------ | -------- | -------------- |
| Am Markt 3 52° 5′ 5″ N, 9° 46′ 31″ O     | Schule              |                    | 34508168 |                |
| Blankestraße 9 52° 5′ 5″ N, 9° 46′ 33″ O | Wohnhaus            |                    | 34508379 | BW             |
| Hauptstraße 6 52° 5′ 4″ N, 9° 46′ 34″ O  | Kirche              | St. Matthäi Gronau | 34508621 | Weitere Bilder |
| Hauptstraße 6a 52° 5′ 3″ N, 9° 46′ 34″ O | Kirchhof            |                    | 34508644 | BW             |
| Hauptstraße 4 52° 5′ 3″ N, 9° 46′ 36″ O  | Wohn-/Geschäftshaus |                    | 34508599 | BW             |
| Kirchplatz 1 52° 5′ 5″ N, 9° 46′ 36″ O   | Wohnhaus            |                    | 34509002 | BW             |

### Gruppe: Bockhof I und Bockhof II
Die Gruppe „Bockhof I und Bockhof II“ hat die ID 46475465.

| Lage                                             | Bezeichnung           | Beschreibung                                                 | ID       | Bild |
| ------------------------------------------------ | --------------------- | ------------------------------------------------------------ | -------- | ---- |
| Junkernstraße 10 52° 5′ 9″ N, 9° 46′ 35″ O       | Ehemaliger Bockhof I  | Das Herrenhaus des Bock’schen Hofes I von 1706 ist erhalten. | 34508830 |      |
| Junkernstraße 7 52° 5′ 8″ N, 9° 46′ 37″ O        | Ehemaliger Bockhof II |                                                              | 34508809 |      |
| Junkernstraße 7 und 10 52° 5′ 8″ N, 9° 46′ 35″ O | Einfriedungenen       |                                                              | 46475588 |      |

### Gruppe: Ehemaliges Dominikanerkloster St. Josef
Die Gruppe „Ehemaliges Dominikanerkloster St. Josef“ hat die ID 34457164.

| Lage                                     | Bezeichnung        | Beschreibung | ID       | Bild           |
| ---------------------------------------- | ------------------ | ------------ | -------- | -------------- |
| Burgstraße 52° 5′ 1″ N, 9° 46′ 38″ O     | Kirche             |              | 34509670 | Weitere Bilder |
| Burgstraße 6/7 52° 5′ 1″ N, 9° 46′ 40″ O | Dominikanerkonvent |              | 34508529 |                |

### Gruppe: Hofanlage, ehem. Leintor
Die Gruppe „Hofanlage, ehem. Leintor“ hat die ID 34457194.

| Lage                                | Bezeichnung        | Beschreibung | ID       | Bild |
| ----------------------------------- | ------------------ | ------------ | -------- | ---- |
| Leintor 6 52° 5′ 6″ N, 9° 46′ 18″ O | Wirtschaftsgebäude |              | 34510077 | BW   |
| Leintor 4 52° 5′ 6″ N, 9° 46′ 19″ O | Nebengebäude       |              | 34510276 | BW   |
| Leintor 4 52° 5′ 6″ N, 9° 46′ 19″ O | Wirtschaftsgebäude |              | 34510099 | BW   |
| Leintor 4 52° 5′ 5″ N, 9° 46′ 18″ O | Wohnhaus           |              | 34509922 | BW   |
| Leintor 6 52° 5′ 5″ N, 9° 46′ 18″ O | Wohnhaus           |              | 34509900 | BW   |
| Leintor 8 52° 5′ 6″ N, 9° 46′ 17″ O | Wohnhaus           |              | 34509219 | BW   |

### Gruppe: Paterhof, ehemalig, Südstraße 34
Die Gruppe „Paterhof, ehemalig, Südstraße 34“ hat die ID 34457237.

| Lage                                   | Bezeichnung | Beschreibung | ID       | Bild |
| -------------------------------------- | ----------- | ------------ | -------- | ---- |
| Südstraße 34 52° 5′ 2″ N, 9° 46′ 19″ O | Wohnhaus    |              | 34509877 | BW   |
| Südstraße 34 52° 5′ 2″ N, 9° 46′ 20″ O | Scheune     |              | 34510054 | BW   |

### Gruppe: Hofanlage ehemalige, Blankestraße 1
Die Gruppe „Hofanlage, Blankestraße 5“ hat die ID 34457122.

| Lage                                     | Bezeichnung        | Beschreibung | ID       | Bild |
| ---------------------------------------- | ------------------ | ------------ | -------- | ---- |
| Blankestraße 1 52° 5′ 5″ N, 9° 46′ 37″ O | Wohnhaus           |              | 34509855 | BW   |
| Blankestraße 1 52° 5′ 6″ N, 9° 46′ 37″ O | Wirtschaftsgebäude |              | 34510032 | BW   |

### Gruppe: Hofanlage, Blankestraße 5
Die Gruppe „Hofanlage, Blankestraße 5“ hat die ID 34457136.

| Lage                                     | Bezeichnung        | Beschreibung | ID       | Bild |
| ---------------------------------------- | ------------------ | ------------ | -------- | ---- |
| Blankestraße 5 52° 5′ 5″ N, 9° 46′ 34″ O | Wohnhaus           |              | 34509833 | BW   |
| Blankestraße 5 52° 5′ 6″ N, 9° 46′ 35″ O | Scheune            |              | 34510010 | BW   |
| Blankestraße 5 52° 5′ 6″ N, 9° 46′ 35″ O | Wirtschaftsgebäude |              | 34510187 | BW   |

### Gruppe: Friedhof, Steintorstraße 27
Die Gruppe „Friedhof, Steintorstraße 27“ hat die ID 34457223.

| Lage                                       | Bezeichnung | Beschreibung | ID       | Bild |
| ------------------------------------------ | ----------- | ------------ | -------- | ---- |
| Steintorstraße 27 52° 5′ 1″ N, 9° 47′ 9″ O | Friedhof    |              | 34509432 |      |

### Gruppe: Gasthaus, Leintor 19
Die Gruppe „Gasthaus, Leintor 19“ hat die ID 34457208.

| Lage                                | Bezeichnung | Beschreibung | ID       | Bild |
| ----------------------------------- | ----------- | ------------ | -------- | ---- |
| Leintor 19 52° 5′ 5″ N, 9° 46′ 3″ O | Gasthaus    |              | 34509281 | BW   |
| Leintor 19 52° 5′ 5″ N, 9° 46′ 3″ O | Garten      |              | 34509740 | BW   |

### Gruppe: Kapelle, Friedhöfe, Gronauer Fußweg
Die Gruppe „Kapelle, Friedhöfe, Gronauer Fußweg“ hat die ID 34455075.

| Lage                                          | Bezeichnung | Beschreibung | ID       | Bild |
| --------------------------------------------- | ----------- | ------------ | -------- | ---- |
| Am Gronauer Fußweg 52° 4′ 34″ N, 9° 45′ 43″ O | Kapelle     |              | 34474906 | BW   |
| Am Gronauer Fußweg 52° 4′ 34″ N, 9° 45′ 42″ O | Friedhof    |              | 34474929 | BW   |

### Gruppe: Kapelle, Weg am Friedhof
Die Gruppe „Kapelle, Weg am Friedhof“ hat die ID 34457251.

| Lage                                   | Bezeichnung | Beschreibung | ID       | Bild |
| -------------------------------------- | ----------- | ------------ | -------- | ---- |
| Am Friedhof 52° 6′ 34″ N, 9° 47′ 28″ O | Kapelle     |              | 34509578 | BW   |
| Am Friedhof 52° 6′ 35″ N, 9° 47′ 29″ O | Friedhof    |              | 34509601 | BW   |

### Einzeldenkmale
| Lage                                                   | Bezeichnung              | Beschreibung | ID       | Bild           |
| ------------------------------------------------------ | ------------------------ | --- | -------- | -------------- |
| Junkernstraße 1 52° 5′ 4″ N, 9° 46′ 37″ O              | Wohnhaus                 | | 34508789 | BW             |
| Junkernstraße 16 52° 5′ 9″ N, 9° 46′ 30″ O             | Herrenhaus               | Das Herrenhaus des Engelbrechten’schen Hofs ist ein zweigeschossiges Haus mit einem Walmdach. Heute befindet sich hier das Museum der Stadt Gronau.           | 34508851 | Weitere Bilder |
| Burgstraße 52° 4′ 57″ N, 9° 46′ 38″ O                  | Wehrturm                 | Der Schiefe Turm von Gronau war als Mauerturm Teil der mittelalterlichen Stadtmauer von Gronau                                                                | 34508462 |                |
| Burgstraße 52° 4′ 56″ N, 9° 46′ 38″ O                  | Stadtmauer               | Stadtmauerrest der Stadtbefestigung Gronau | 34509718 |                |
| Südstraße 1 52° 4′ 59″ N, 9° 46′ 37″ O                 | Wohnhaus                 | | 34509455 |                |
| Südstraße 14 52° 5′ 0″ N, 9° 46′ 31″ O                 | Synagoge                 | | 34509475 |                |
| Südstraße 15 52° 5′ 0″ N, 9° 46′ 31″ O                 | Wohnhaus                 | | 34509495 |                |
| Südstraße 21 52° 5′ 1″ N, 9° 46′ 27″ O                 | Wohn-/Wirtschaftsgebäude | | 34509515 |                |
| Südstraße 22 52° 5′ 2″ N, 9° 46′ 26″ O                 | Wohnhaus                 | | 34509535 |                |
| Leintor 5 52° 5′ 5″ N, 9° 46′ 18″ O                    | Wohnhaus/Gaststätte      | | 34509177 |                |
| Leintor 11 52° 5′ 5″ N, 9° 46′ 16″ O                   | Wohnhaus                 | | 34509241 |                |
| Leintor 15 52° 5′ 5″ N, 9° 46′ 15″ O                   | Wohnhaus                 | | 34509261 | BW             |
| Nordstraße 10 52° 5′ 7″ N, 9° 46′ 20″ O                | Wohnhaus                 | | 34509348 |                |
| Blankestraße 46 52° 5′ 5″ N, 9° 46′ 21″ O              | Wohnhaus                 | | 34508442 | BW             |
| Blankestraße 44 52° 5′ 5″ N, 9° 46′ 21″ O              | Wohnhaus                 | | 34508422 | BW             |
| Hauptstraße 40 52° 5′ 4″ N, 9° 46′ 22″ O               | Wohnhaus                 | | 34508748 | BW             |
| Blankestraße 16 52° 5′ 5″ N, 9° 46′ 29″ O              | Rathaus                  | | 34508402 | BW             |
| Am Markt 2 52° 5′ 4″ N, 9° 46′ 28″ O                   | Wohnhaus                 | | 34508148 | BW             |
| Blankestraße 8 52° 5′ 5″ N, 9° 46′ 33″ O               | Wohnhaus                 | | 34508359 | BW             |
| Blankestraße 6 52° 5′ 5″ N, 9° 46′ 34″ O               | Wohnhaus                 | | 34508337 | BW             |
| Junkernstraße 2 52° 5′ 4″ N, 9° 46′ 38″ O              | Pfarrhaus                | | 45722323 | BW             |
| Steintor 6 52° 5′ 4″ N, 9° 46′ 39″ O                   | Wohn-/Geschäftshaus      | | 34509412 | BW             |
| Steintor 1 52° 5′ 4″ N, 9° 46′ 43″ O                   | Wohnhaus                 | | 34509392 | BW             |
| Bahnhofstraße 6 52° 5′ 5″ N, 9° 46′ 46″ O              | Villa                    | | 34508191 | BW             |
| Dr.-Georg-Sauerwein-Straße 20 52° 5′ 8″ N, 9° 47′ 2″ O | Wohnhaus                 | | 34508557 | BW             |
| Bahnhofstraße 19 52° 5′ 13″ N, 9° 46′ 48″ O            | Villa                    | | 34508211 | BW             |
| Hoher Escher 52° 5′ 4″ N, 9° 47′ 16″ O                 | Friedhof                 | | 34509624 | BW             |
| Hoher Escher 52° 5′ 6″ N, 9° 47′ 27″ O                 | Kriegerdenkmal           | Das Denkmal erinnert an die Gefallenen des Ersten Weltkrieges.                                                                                                | 34508768 | BW             |
| Kleiweg 52° 5′ 22″ N, 9° 47′ 7″ O                      | Kapelle                  | Es ist die Ruine der St. Georgs-Kapelle. Die Kapelle wurde um 149 mit dem Hospital erbaut. Es ist ein kleiner gotischer Bau mit einem rechteckigen Grundriss. | 34509068 | BW             |
| Landwehr 52° 5′ 21″ N, 9° 46′ 12″ O                    | Eisenbahnbrücke          | | 34509089 |                |
| Leintor 52° 5′ 5″ N, 9° 46′ 10″ O                      | Gedenkstein              | Der Gedenkstein von 1913 gedenkt an die Völkerschlacht im Jahre 1813.                                                                                         | 34509134 | BW             |
| Bantelner Weg 52° 4′ 57″ N, 9° 46′ 5″ O                | Kriegerdenkmal           | | 34508251 | BW             |
| Bantelner Weg 52° 4′ 43″ N, 9° 45′ 54″ O               | Allee                    | | 34508251 | BW             |
| Bantelner Weg 4 52° 4′ 46″ N, 9° 45′ 58″ O             | Villa                    | | 34509694 | BW             |
| Am Gronauer Fußweg 52° 4′ 32″ N, 9° 45′ 43″ O          | Kriegerdenkmal           | |          | BW             |
| Am Gronauer Fußweg 52° 4′ 32″ N, 9° 45′ 43″ O          | Kriegerdenkmal           | 1914/18 | 34474978 | BW             |
| Am Gronauer Fußweg 52° 4′ 50″ N, 9° 46′ 3″ O           | Kriegerdenkmal           | 1870/71 | 34475019 |                |
| Lehder Berg 1 52° 5′ 5″ N, 9° 46′ 1″ O                 | Wohnhaus                 | | 34509114 | BW             |

## Banteln

### Gruppe: Gutsanlage, Gronauer Straße 20
Die Gruppe „Gutsanlage, Gronauer Straße 20“ hat die ID 34455089.

| Lage                                        | Bezeichnung | Beschreibung | ID       | Bild |
| ------------------------------------------- | ----------- | ------------ | -------- | ---- |
| Neuer Weg 4 52° 4′ 12″ N, 9° 45′ 9″ O       | Wohnhaus    |              | 34475582 | BW   |
| Neuer Weg 6 52° 4′ 12″ N, 9° 45′ 11″ O      | Wohnhaus    |              | 34475605 | BW   |
| Neuer Weg 8 52° 4′ 13″ N, 9° 45′ 12″ O      | Wohnhaus    |              | 34475628 | BW   |
| Neuer Weg 10 A-C 52° 4′ 13″ N, 9° 45′ 13″ O | Wohnhaus    |              | 34475651 | BW   |
| Gronauer Weg 20 52° 4′ 15″ N, 9° 45′ 14″ O  | Scheune     |              | 34476145 | BW   |
| Gronauer Weg 20 52° 4′ 15″ N, 9° 45′ 19″ O  | Gebäude     |              | 34455089 | BW   |
| Gronauer Weg 20 52° 4′ 15″ N, 9° 45′ 22″ O  | Stall       |              | 41624499 | BW   |
| Gronauer Weg 20 52° 4′ 14″ N, 9° 45′ 24″ O  | Wohnhaus    |              | 34476101 | BW   |
| Gronauer Weg 20 52° 4′ 13″ N, 9° 45′ 23″ O  | Scheune     |              | 41624682 | BW   |
| Gronauer Weg 20 52° 4′ 13″ N, 9° 45′ 19″ O  | Stall       |              | 41624730 | BW   |
| Gronauer Weg 20 52° 4′ 14″ N, 9° 45′ 17″ O  | Stall       |              | 41624866 | BW   |
| Gronauer Weg 20 52° 4′ 10″ N, 9° 45′ 23″ O  | Park        |              | 34475173 | BW   |

### Gruppe: Wohnhäuser, Mühle, Mühlenstr. 5–17
Die Gruppe „Wohnhäuser, Mühle,Mühlenstr. 5 - 17“ hat die ID 34455118.

| Lage                                       | Bezeichnung       | Beschreibung  | ID       | Bild |
| ------------------------------------------ | ----------------- | ------------- | -------- | ---- |
| Mühlenstraße 17 52° 3′ 53″ N, 9° 45′ 35″ O | Wassermühle       |               | 34475530 | BW   |
| Mühlenstraße 17 52° 3′ 54″ N, 9° 45′ 39″ O | Garage            |               | 34475856 | BW   |
| Mühlenstraße 17 52° 3′ 54″ N, 9° 45′ 38″ O | Stall             |               | 34475882 | BW   |
| Mühlenstraße 17 52° 3′ 54″ N, 9° 45′ 37″ O | Schmiede          |               | 34475934 | BW   |
| Mühlenstraße 17 52° 3′ 54″ N, 9° 45′ 37″ O | Reinigungsgebäude |               | 34475746 | BW   |
| Mühlenstraße 17 52° 3′ 53″ N, 9° 45′ 37″ O | Wohnhaus          |               | 34475692 | BW   |
| Mühlenstraße 17 52° 3′ 53″ N, 9° 45′ 38″ O | Pferdestall       |               | 34475774 | BW   |
| Mühlenstraße 17 52° 3′ 53″ N, 9° 45′ 39″ O | Silo              |               | 34475828 | BW   |
| Mühlenstraße 17 52° 3′ 52″ N, 9° 45′ 37″ O | Speicher          |               | 34475800 | BW   |
| Mühlenstraße 17 52° 3′ 49″ N, 9° 45′ 38″ O | Mühleninsel       |               | 34476029 | BW   |
| Mühlenstraße 17 52° 3′ 37″ N, 9° 45′ 41″ O | Gedenkstein       | Schwedenstein | 34475559 | BW   |
| Mühlenstraße 15 52° 3′ 56″ N, 9° 45′ 34″ O | Wohnhaus          |               | 34475503 | BW   |
| Mühlenstraße 9 52° 3′ 57″ N, 9° 45′ 33″ O  | Wohnhaus          |               | 34475422 | BW   |
| Mühlenstraße 5 52° 3′ 57″ N, 9° 45′ 33″ O  | Wohnhaus          |               | 34475368 | BW   |

### Gruppe: Wohn-Geschäftshäuser, Hauptstr. 2, 8
Die Gruppe „Wohn-Geschäftshäuser, Hauptstr. 2, 8“ hat die ID 34455104.

| Lage                                               | Bezeichnung         | Beschreibung | ID       | Bild |
| -------------------------------------------------- | ------------------- | ------------ | -------- | ---- |
| Bantelner Hauptstraße 2 52° 3′ 59″ N, 9° 45′ 12″ O | Wohn-/Geschäftshaus |              | 34475217 | BW   |
| Bantelner Hauptstraße 8 52° 3′ 59″ N, 9° 45′ 13″ O | Wohnhaus            |              | 34475239 | BW   |

### Einzeldenkmale
| Lage                                           | Bezeichnung | Beschreibung      | ID       | Bild |
| ---------------------------------------------- | ----------- | ----------------- | -------- | ---- |
| Kirchstraße 12 52° 3′ 58″ N, 9° 45′ 23″ O      | Kirche      | St. Georg Banteln | 34475347 | BW   |
| Kirchstraße 5 52° 3′ 59″ N, 9° 45′ 23″ O       | Pfarrhaus   |                   | 34475327 | BW   |
| Kirchstraße 5 52° 3′ 59″ N, 9° 45′ 21″ O       | Wohnhaus    |                   | 34475307 | BW   |
| Göttinger Straße 41 52° 3′ 56″ N, 9° 45′ 10″ O | Wohnhaus    |                   | 34475131 | BW   |
| Eimer Straße 11 52° 4′ 4″ N, 9° 45′ 1″ O       | Wohnhaus    |                   | 34475111 | BW   |
| Eimer Straße 7 52° 4′ 4″ N, 9° 45′ 3″ O        | Wohnhaus    |                   | 34475091 | BW   |
| Eimer Straße 6 52° 4′ 5″ N, 9° 45′ 3″ O        | Villa       |                   | 34475979 | BW   |
| Eimer Straße 6 52° 4′ 6″ N, 9° 45′ 2″ O        | Garten      |                   | 34476057 | BW   |

## Barfelde

### Gruppe: Kirche, Pfarrhaus, Schule, Barfelder Hauptstraße
Baudenkmal (Gruppe):

| Lage                       | Bezeichnung                                      | Beschreibung | ID       | Bild |
| -------------------------- | ------------------------------------------------ | ------------ | -------- | ---- |
| 52° 5′ 27″ N, 9° 49′ 30″ O | Kirche, Pfarrhaus, Schule, Barfelder Hauptstraße |              | 34455699 | BW   |

Baudenkmale (Einzeln):

| Lage                                                | Bezeichnung | Beschreibung                                                                          | ID       | Bild |
| --------------------------------------------------- | ----------- | ------------------------------------------------------------------------------------- | -------- | ---- |
| Barfelder Hauptstraße 25 52° 5′ 26″ N, 9° 49′ 31″ O | Kirche      | Die Johanneskirche Barfelde ist eine Saalkirche aus verputzten Bruchsteinen von 1738. | 34491199 |      |
| Barfelder Hauptstraße 25 52° 5′ 25″ N, 9° 49′ 32″ O | Friedhof    |                                                                                       | 34491222 | BW   |
| Schulstraße 14 52° 5′ 28″ N, 9° 49′ 31″ O           | Schule      |                                                                                       | 34491496 | BW   |
| Schulstraße 12 52° 5′ 27″ N, 9° 49′ 29″ O           | Wohnhaus    |                                                                                       | 34491473 | BW   |
| Schulstraße 10 52° 5′ 26″ N, 9° 49′ 29″ O           | Scheune     |                                                                                       | 34492274 | BW   |
| Schulstraße 10 52° 5′ 26″ N, 9° 49′ 28″ O           | Wohnhaus    |                                                                                       | 34492164 | BW   |
| Barfelder Hauptstraße 23 52° 5′ 25″ N, 9° 49′ 30″ O | Pfarrhaus   |                                                                                       | 34491177 | BW   |

### Gruppe: Hofanlage Bachstraße 8
Baudenkmal (Gruppe):

| Lage                       | Bezeichnung            | Beschreibung | ID       | Bild |
| -------------------------- | ---------------------- | ------------ | -------- | ---- |
| 52° 5′ 23″ N, 9° 49′ 26″ O | Hofanlage Bachstraße 8 |              | 34455685 | BW   |

Baudenkmale (Einzeln):

| Lage                                    | Bezeichnung | Beschreibung | ID       | Bild |
| --------------------------------------- | ----------- | ------------ | -------- | ---- |
| Bachstraße 8 52° 5′ 23″ N, 9° 49′ 26″ O | Stall       |              | 4492252  | BW   |
| Bachstraße 8 52° 5′ 22″ N, 9° 49′ 26″ O | Wohnhaus    |              | 34492142 | BW   |

### Baudenkmale (Einzeln)
| Lage                                              | Bezeichnung     | Beschreibung                            | ID       | Bild |
| ------------------------------------------------- | --------------- | --------------------------------------- | -------- | ---- |
| L 482, km 2,401 52° 5′ 24″ N, 9° 49′ 14″ O        | Brücke          |                                         | 34491150 | BW   |
| Im Winkel 3 52° 5′ 27″ N, 9° 49′ 14″ O            | Feuerwehrhaus   |                                         | 34491265 | BW   |
| Im Winkel 5 52° 5′ 27″ N, 9° 49′ 13″ O            | Wohnhaus        |                                         | 34491285 | BW   |
| 52° 5′ 20″ N, 9° 49′ 29″ O                        | Eisenbahnbrücke |                                         | 34491996 | BW   |
| Barfelder Hauptstraße 52° 5′ 17″ N, 9° 49′ 38″ O  | Brücke          | Es ist eine Brücke über den Zitterbach. | 34491244 | BW   |
| Barfelder Mühlenstraße 52° 5′ 16″ N, 9° 49′ 36″ O | Feldbrücke      | Es ist eine Brücke über die Despe.      | 34491430 | BW   |
| Schulstraße 27 A 52° 5′ 25″ N, 9° 49′ 43″ O       | Pförtnerhaus    |                                         | 34492020 | BW   |

## Betheln

### Gruppe: Kirche, Wohnhaus, Gedenkstätte, Schulstraße 1
Die Gruppe „Kirche, Wohnhaus, Gedenkstätte, Schulstraße 1“ hat die ID 34455181.

| Lage                                          | Bezeichnung    | Beschreibung | ID       | Bild           |
| --------------------------------------------- | -------------- | ------------ | -------- | -------------- |
| Alte Schulstraße 3 52° 6′ 43″ N, 9° 47′ 38″ O | Kirche         |              | 34476425 | Weitere Bilder |
| Alte Schulstraße 1 52° 6′ 42″ N, 9° 47′ 39″ O | Wohnhaus       |              | 34476403 |                |
| Alte Schulstraße 3 52° 6′ 42″ N, 9° 47′ 37″ O | Friedhofsmauer |              | 44396554 |                |
| Alte Schulstraße 52° 6′ 42″ N, 9° 47′ 39″ O   | Kriegerdenkmal |              | 34476380 |                |

### Gruppe: Wohnhaus, Hauptstraße 39
Die Gruppe „Wohnhaus, Hauptstraße 39“ hat die ID 34455152.

| Lage                                      | Bezeichnung | Beschreibung | ID       | Bild |
| ----------------------------------------- | ----------- | ------------ | -------- | ---- |
| Hauptstraße 39 52° 6′ 44″ N, 9° 47′ 43″ O | Wohnhaus    |              | 34476336 | BW   |
| Hauptstraße 39 52° 6′ 44″ N, 9° 47′ 44″ O | Garten      |              | 34476784 | BW   |

### Gruppe: Wohnhaus, Bethelner Hauptstraße 38
Die Gruppe „Wohnhaus, Bethelner Hauptstraße 38“ hat die ID 34455167.

| Lage                                                | Bezeichnung        | Beschreibung | ID       | Bild |
| --------------------------------------------------- | ------------------ | ------------ | -------- | ---- |
| Bethelner Hauptstraße 38 52° 6′ 42″ N, 9° 47′ 42″ O | Wohnhaus           |              | 34476807 | BW   |
| Bethelner Hauptstraße 38 52° 6′ 41″ N, 9° 47′ 44″ O | Wirtschaftsgebäude |              | 34476829 | BW   |

### Einzeldenkmale
| Lage                                                | Bezeichnung              | Beschreibung | ID       | Bild |
| --------------------------------------------------- | ------------------------ | ------------ | -------- | ---- |
| Dorfstraße 17 52° 6′ 45″ N, 9° 47′ 32″ O            | Wohn-/Wirtschaftsgebäude |              | 34476252 | BW   |
| Dorfstraße 7 52° 6′ 43″ N, 9° 47′ 21″ O             | Wohn-/Wirtschaftsgebäude |              | 34476232 | BW   |
| Dorfstraße 2 52° 6′ 42″ N, 9° 47′ 14″ O             | Gaststätte               |              | 34476191 | BW   |
| Bethelner Hauptstraße 34 52° 6′ 41″ N, 9° 47′ 39″ O | Pfarrhaus                |              | 34476272 | BW   |
| Bethelner Hauptstraße 52° 6′ 51″ N, 9° 47′ 56″ O    | Kriegerdenkmal           |              | 34476359 | BW   |

## Brüggen

### Gruppe: Werksteinkonchen, Am Oberg
Die Gruppe „Werksteinkonchen, Am Oberg“ hat die ID 34455138.

| Lage                                | Bezeichnung   | Beschreibung | ID       | Bild |
| ----------------------------------- | ------------- | ------------ | -------- | ---- |
| Am Oberg 52° 2′ 51″ N, 9° 45′ 48″ O | Aussichtsberg |              | 34475040 | BW   |

### Gruppe: Schloßanlage, Schloßstr. 20
Die Gruppe „Schloßanlage, Schloßstr. 20“ hat die ID 34455628.

| Lage                                          | Bezeichnung        | Beschreibung    | ID       | Bild |
| --------------------------------------------- | ------------------ | --------------- | -------- | ---- |
| Schloßstraße 20 52° 2′ 33″ N, 9° 46′ 27″ O    | Schloss            | Schloss Brüggen | 34490142 |      |
| Schloßstraße 20 52° 2′ 34″ N, 9° 46′ 29″ O    | Wirtschaftsgebäude |                 | 34490390 | BW   |
| Schloßstraße 20 52° 2′ 33″ N, 9° 46′ 31″ O    | Torhaus            |                 | 34490366 |      |
| Schloßstraße 20 52° 2′ 35″ N, 9° 46′ 21″ O    | Park               |                 | 34490119 | BW   |
| An der Burgmauer 3 52° 2′ 35″ N, 9° 46′ 27″ O | Wohnhaus           |                 | 34490315 | BW   |

### Gruppe: Hofanlage, An der Burgmauer 1
Die Gruppe „Hofanlage, An der Burgmauer 1“ hat die ID 34455585.

| Lage                                          | Bezeichnung | Beschreibung | ID       | Bild |
| --------------------------------------------- | ----------- | ------------ | -------- | ---- |
| An der Burgmauer 1 52° 2′ 35″ N, 9° 46′ 30″ O | Wohnhaus    |              | 34490436 | BW   |
| An der Burgmauer 1 52° 2′ 36″ N, 9° 46′ 31″ O | Scheune     |              | 34490546 | BW   |
| An der Burgmauer 1 52° 2′ 36″ N, 9° 46′ 30″ O | Scheune     |              | 34490546 | BW   |

### Gruppe: Hofanlage, Schloßstraße 16
Die Gruppe „Hofanlage, Schloßstraße 16“ hat die ID 34455614.

| Lage                                       | Bezeichnung              | Beschreibung | ID       | Bild |
| ------------------------------------------ | ------------------------ | ------------ | -------- | ---- |
| Schloßstraße 16 52° 2′ 36″ N, 9° 46′ 34″ O | Wohn-/Wirtschaftsgebäude |              | 34490458 | BW   |
| Schloßstraße 17 52° 2′ 36″ N, 9° 46′ 33″ O | Wohn-/Wirtschaftsgebäude |              | 34490166 | BW   |

### Gruppe: Schmiedebrink 6
Die Gruppe „Schmiedebrink 6“ hat die ID 34455643.

| Lage                                       | Bezeichnung              | Beschreibung | ID       | Bild |
| ------------------------------------------ | ------------------------ | ------------ | -------- | ---- |
| Schmiedebrink 6 52° 2′ 34″ N, 9° 46′ 47″ O | Wohn-/Wirtschaftsgebäude |              | 34490480 | BW   |
| Schmiedebrink 6 52° 2′ 34″ N, 9° 46′ 48″ O | Kuhstall                 |              | 34490590 | BW   |
| Schmiedebrink 6 52° 2′ 33″ N, 9° 46′ 48″ O | Remise                   |              | 34490810 | BW   |
| Schmiedebrink 6 52° 2′ 33″ N, 9° 46′ 49″ O | Scheune                  |              | 34490700 | BW   |

### Gruppe: Kirche, Pfarrhaus, Hofanlage, Am Friedhof
Die Gruppe „Kirche, Pfarrhaus, Hofanlage, Am Friedhof“ hat die ID 34455555.

| Lage                                      | Bezeichnung           | Beschreibung | ID       | Bild |
| ----------------------------------------- | --------------------- | ------------ | -------- | ---- |
| Zum Lee 15 52° 2′ 27″ N, 9° 46′ 51″ O     | Kirche                |              | 34489874 | BW   |
| Zum Lee 17 52° 2′ 26″ N, 9° 46′ 52″ O     | Wohnhaus              |              | 34489942 | BW   |
| Zum Lee 16 52° 2′ 26″ N, 9° 46′ 49″ O     | Wohnhaus              |              | 34489920 | BW   |
| Hohle Straße 52° 2′ 27″ N, 9° 46′ 49″ O   | Platz                 |              | 34489698 | BW   |
| Zum Lee 14 52° 2′ 25″ N, 9° 46′ 47″ O     | Wohnhaus              |              | 34490414 | BW   |
| Zum Lee 14 52° 2′ 25″ N, 9° 46′ 46″ O     | Wirtschaftsgebäude    |              | 34490744 | BW   |
| Zum Lee 14 52° 2′ 26″ N, 9° 46′ 46″ O     | Scheune               |              | 34490524 | BW   |
| Zum Lee 14 52° 2′ 26″ N, 9° 46′ 46″ O     | Gebäude               |              | 34490634 | BW   |
| Zum Lee 13 52° 2′ 27″ N, 9° 46′ 47″ O     | Wohnhaus              |              | 34489830 | BW   |
| Zum Lee 11 52° 2′ 27″ N, 9° 46′ 47″ O     | Wohnhaus              |              | 34489788 | BW   |
| Hohle Straße 3 52° 2′ 28″ N, 9° 46′ 47″ O | Wohnhaus              |              | 34490722 | BW   |
| Hohle Straße 3 52° 2′ 28″ N, 9° 46′ 45″ O | Stall-/Remisengebäude |              | 34490832 | BW   |
| Hohle Straße 3 52° 2′ 29″ N, 9° 46′ 45″ O | Wohnhaus              |              | 34490502 | BW   |
| Hohle Straße 3 52° 2′ 29″ N, 9° 46′ 46″ O | Stallgebäude          |              | 34490612 | BW   |
| Hohle Straße 2 52° 2′ 28″ N, 9° 46′ 49″ O | Pfarrhaus             |              | 34489722 | BW   |
| Zum Lee 15 52° 2′ 27″ N, 9° 46′ 49″ O     | Kriegerdenkmal        |              | 34489897 | BW   |

### Gruppe: Gedenkstätte, Auf der Kummel
Die Gruppe „Gedenkstätte, Auf der Kummel“ hat die ID 34455570.

| Lage                                     | Bezeichnung    | Beschreibung | ID       | Bild |
| ---------------------------------------- | -------------- | ------------ | -------- | ---- |
| Auf der Kummel 52° 2′ 27″ N, 9° 47′ 6″ O | Kriegerdenkmal |              | 34489551 | BW   |

### Einzeldenkmal
| Lage                                                | Bezeichnung              | Beschreibung              | ID       | Bild |
| --------------------------------------------------- | ------------------------ | ------------------------- | -------- | ---- |
| L 480, km 5,400 52° 2′ 25″ N, 9° 46′ 1″ O           | Brücke                   |                           | 34489500 | BW   |
| Hinteres Hainholz 52° 1′ 44″ N, 9° 48′ 3″ O         | Friedhof                 | Jüdischer Friedhof Alfeld | 34594461 | BW   |
| Lange Straße 34 52° 2′ 39″ N, 9° 46′ 47″ O          | Wohnhaus                 |                           | 34489964 | BW   |
| Schmiedebrink 1 52° 2′ 34″ N, 9° 46′ 46″ O          | Wohn-/Wirtschaftsgebäude |                           | 34490188 | BW   |
| Brüggener Hauptstraße 7 52° 2′ 34″ N, 9° 46′ 41″ O  | Scheune                  |                           | 34489594 | BW   |
| Brüggener Hauptstraße 12 52° 2′ 34″ N, 9° 46′ 38″ O | Wohn-/Wirtschaftsgebäude |                           | 34489658 | BW   |
| Hohe Straße 5 52° 2′ 31″ N, 9° 46′ 41″ O            | Wohn-/Wirtschaftsgebäude |                           | 34489678 | BW   |
| Kleine Gasse 2 52° 2′ 26″ N, 9° 46′ 42″ O           | Wohn-/Wirtschaftsgebäude |                           | 34489574 | BW   |
| Zum Lee 12 52° 2′ 25″ N, 9° 46′ 45″ O               | Scheune                  |                           | 34489810 | BW   |

## Dötzum

### Gruppe: Hofanlage, Am Pfingstanger 2/2A
Die Gruppe „Hofanlage, Am Pfingstanger 2/2A“ hat die ID 34455570.

| Lage                                            | Bezeichnung        | Beschreibung | ID       | Bild |
| ----------------------------------------------- | ------------------ | ------------ | -------- | ---- |
| Am Pfingstanger 2/2A 52° 4′ 48″ N, 9° 48′ 19″ O | Wohnhaus           |              | 34508084 | BW   |
| Am Pfingstanger 2/2A 52° 4′ 47″ N, 9° 48′ 20″ O | Wirtschaftsgebäude |              | 34509988 | BW   |

### Einzeldenkmale
| Lage                                     | Bezeichnung    | Beschreibung | ID       | Bild |
| ---------------------------------------- | -------------- | ------------ | -------- | ---- |
| Schafsanger 6 52° 4′ 49″ N, 9° 48′ 26″ O | Doppelwohnhaus |              | 34508128 | BW   |

## Eddinghausen

### Einzeldenkmale
| Lage                                       | Bezeichnung    | Beschreibung | ID       | Bild |
| ------------------------------------------ | -------------- | ------------ | -------- | ---- |
| Gronauer Straße 52° 6′ 21″ N, 9° 48′ 14″ O | Kriegerdenkmal |              | 34476533 | BW   |
| Am Rodenberg 1 52° 6′ 19″ N, 9° 48′ 18″ O  | Turm           |              | 34476468 | BW   |
| Am Rodenberg 1 52° 6′ 19″ N, 9° 48′ 23″ O  | Gutshaus       |              | 34476448 | BW   |
| Rothe Mühle 52° 6′ 32″ N, 9° 48′ 39″ O     | Mühle          |              | 34476735 | BW   |

## Eitzum

### Gruppe: Hofanlage, Linkweg 1
Die Gruppe „Hofanlage, Linkweg 1“ hat die ID 34455570.

| Lage                                | Bezeichnung | Beschreibung | ID       | Bild |
| ----------------------------------- | ----------- | ------------ | -------- | ---- |
| Linkweg 1 52° 4′ 56″ N, 9° 51′ 0″ O | Wohnhaus    |              | 34492230 | BW   |
| Linkweg 1 52° 4′ 56″ N, 9° 51′ 1″ O | Scheune     |              | 34492340 | BW   |

### Gruppe: Hofanlage, Scheune, Eitzumer Hauptstraße 21, 38
Die Gruppe „Hofanlage, Scheune, Eitzumer Hauptstraße 21, 38“ hat die ID 34455714.

| Lage                                               | Bezeichnung        | Beschreibung | ID       | Bild |
| -------------------------------------------------- | ------------------ | ------------ | -------- | ---- |
| Eitzumer Hauptstraße 21 52° 4′ 41″ N, 9° 50′ 44″ O | Scheune            |              | 34491560 | BW   |
| Eitzumer Hauptstraße 38 52° 4′ 41″ N, 9° 50′ 45″ O | Scheune            |              | 34492318 | BW   |
| Eitzumer Hauptstraße 38 52° 4′ 40″ N, 9° 50′ 46″ O | Wohnhaus           |              | 34492208 | BW   |
| Eitzumer Hauptstraße 21 52° 4′ 42″ N, 9° 50′ 43″ O | Wirtschaftsgebäude |              | 34492428 | BW   |

### Gruppe: Hofanlage, Am Fillerkamp 5
Die Gruppe „Hofanlage, Am Fillerkamp 5“ hat die ID 34455750.

| Lage                                       | Bezeichnung | Beschreibung | ID       | Bild |
| ------------------------------------------ | ----------- | ------------ | -------- | ---- |
| Am Fillerkamp 5 52° 4′ 37″ N, 9° 50′ 51″ O | Schafstall  |              | 34491518 | BW   |
| Am Fillerkamp 5 52° 4′ 37″ N, 9° 50′ 52″ O | Scheune     |              | 34492516 | BW   |
| Am Fillerkamp 5 52° 4′ 36″ N, 9° 50′ 51″ O | Wohnhaus    |              | 34492186 | BW   |
| Am Fillerkamp 5 52° 4′ 36″ N, 9° 50′ 53″ O | Stall       |              | 34492186 | BW   |
| Am Fillerkamp 5 52° 4′ 37″ N, 9° 50′ 54″ O | Stall       |              | 34492296 | BW   |

### Einzeldenkmale
| Lage                                               | Bezeichnung | Beschreibung          | ID       | Bild |
| -------------------------------------------------- | ----------- | --------------------- | -------- | ---- |
| Eitzumer Hauptstraße 16 52° 4′ 50″ N, 9° 50′ 39″ O | Wohnhaus    |                       | 34491540 | BW   |
| Eitzumer Hauptstraße 76 52° 4′ 48″ N, 9° 50′ 57″ O | Wohnhaus    |                       | 34491647 | BW   |
| Eitzumer Hauptstraße 60 52° 4′ 45″ N, 9° 50′ 54″ O | Kirche      | Martinskapelle Eitzum | 34491626 | BW   |

## Haus Escherde

### Gruppe: Gutsanlage, An der Klostermauer
Die Gruppe „Gutsanlage, An der Klostermauer“ hat die ID 34455750.

| Lage                                           | Bezeichnung | Beschreibung                               | ID       | Bild |
| ---------------------------------------------- | ----------- | ------------------------------------------ | -------- | ---- |
| An der Klostermauer 52° 6′ 58″ N, 9° 49′ 13″ O | Kirche      | 1203 wurde das Kloster Escherde begründet. | 34476621 |      |
| An der Klostermauer 52° 6′ 58″ N, 9° 49′ 16″ O | Einfriedung |                                            | 34476575 |      |
| An der Klostermauer 52° 6′ 59″ N, 9° 49′ 19″ O | Park        |                                            | 34476645 | BW   |

### Einzeldenkmale
| Lage                                            | Bezeichnung | Beschreibung | ID       | Bild |
| ----------------------------------------------- | ----------- | ------------ | -------- | ---- |
| An der Klostermauer 3 52° 7′ 2″ N, 9° 49′ 10″ O | Gaststätte  |              | 34476691 | BW   |

## Heinum

### Gruppe: Kirche, Im Mitteldorf
Die Gruppe „Kirche, Im Mitteldorf“ hat die ID 34458407.

| Lage                                     | Bezeichnung | Beschreibung | ID       | Bild |
| ---------------------------------------- | ----------- | ------------ | -------- | ---- |
| Im Mitteldorf 52° 3′ 59″ N, 9° 49′ 29″ O | Kirche      |              | 34530272 | BW   |
| Im Mitteldorf 52° 3′ 59″ N, 9° 49′ 29″ O | Friedhof    |              | 34530295 | BW   |

### Gruppe: Hofanlage, Mitteldorf 1, 3
Die Gruppe „Hofanlage, Mitteldorf 1, 3“ hat die ID 34458393.

| Lage                                       | Bezeichnung              | Beschreibung | ID       | Bild |
| ------------------------------------------ | ------------------------ | ------------ | -------- | ---- |
| Im Mitteldorf 3 52° 3′ 59″ N, 9° 49′ 36″ O | Wohn-/Wirtschaftsgebäude |              | 34530339 | BW   |
| Im Mitteldorf 1 52° 3′ 59″ N, 9° 49′ 37″ O | Wohnhaus                 |              | 34531146 | BW   |
| Im Mitteldorf 1 52° 3′ 59″ N, 9° 49′ 37″ O | Wirtschaftstrakt         |              | 34531212 | BW   |
| Im Mitteldorf 1 52° 3′ 58″ N, 9° 49′ 38″ O | Wirtschaftsgebäude       |              | 34531278 | BW   |
| Im Mitteldorf 1 52° 3′ 59″ N, 9° 49′ 38″ O | Scheune                  |              | 34531344 | BW   |

### Einzeldenkmale
| Lage                                             | Bezeichnung | Beschreibung | ID       | Bild |
| ------------------------------------------------ | ----------- | ------------ | -------- | ---- |
| Gronauer Landstraße 10 52° 4′ 2″ N, 9° 49′ 36″ O | Scheune     |              | 34530227 | BW   |

## Nienstedt

### Gruppe: Nienstedter Bergstraße Kirche und Hof
Die Gruppe „Nienstedter Bergstraße Kirche und Hof“ hat die ID 4455794.

| Lage                                                     | Bezeichnung    | Beschreibung          | ID       | Bild |
| -------------------------------------------------------- | -------------- | --------------------- | -------- | ---- |
| Nienstedter Bergstraße 52° 4′ 25″ N, 9° 51′ 54″ O        | Kirche         | St. Andreas Nienstedt | 34491698 | BW   |
| Nienstedter Bergstraße 52° 4′ 25″ N, 9° 51′ 55″ O        | Friedhof       |                       | 34491721 | BW   |
| Nienstedter Bergstraße 52° 4′ 26″ N, 9° 51′ 56″ O        | Kriegerdenkmal |                       | 34491743 | BW   |
| Nienstedter Bergstraße 15 52° 4′ 24″ N, 9° 51′ 56″ O     | Pfarrhaus      |                       | 34491766 | BW   |
| Nienstedter Bergstraße 19 52° 4′ 24″ N, 9° 51′ 54″ O     | Schule         |                       | 34491788 | BW   |
| Nienstedter Bergstraße 20 52° 4′ 23″ N, 9° 51′ 53″ O     | Stall          |                       | 34491866 | BW   |
| Nienstedter Bergstraße 20 52° 4′ 24″ N, 9° 51′ 52″ O     | Stall          |                       | 34491838 | BW   |
| Nienstedter Bergstraße 20/20a 52° 4′ 23″ N, 9° 51′ 51″ O | Wohnhaus       |                       | 34491810 | BW   |
| Nienstedter Bergstraße 20 52° 4′ 22″ N, 9° 51′ 51″ O     | Scheune        |                       | 34491895 | BW   |

## Rheden

### Gruppe: Ortskern Rheden
Die Gruppe „Ortskern Rheden“ hat die ID 34458360.

| Lage                                          | Bezeichnung   | Beschreibung                 | ID       | Bild |
| --------------------------------------------- | ------------- | ---------------------------- | -------- | ---- |
| Unter der Kirche 2 52° 3′ 26″ N, 9° 47′ 22″ O | Kirche        | St. Cosmas und Damian Rheden | 34530516 |      |
| Schlossallee 52° 3′ 24″ N, 9° 47′ 30″ O       | Gutspark      |                              | 34530698 | BW   |
| Unter der Kirche 2 52° 3′ 26″ N, 9° 47′ 21″ O | Friedhof      |                              | 34530540 | BW   |
| Unter der Kirche 4 52° 3′ 28″ N, 9° 47′ 24″ O | Scheune       |                              | 34531000 | BW   |
| Auf dem Gutshof 6 52° 3′ 29″ N, 9° 47′ 25″ O  | Scheune       |                              | 34530976 | BW   |
| Schlossallee 2 52° 3′ 28″ N, 9° 47′ 25″ O     | Treppenanlage |                              | 34531026 | BW   |
| Schlossallee 1 52° 3′ 26″ N, 9° 47′ 24″ O     | Schloss       |                              | 34530668 |      |
| Schlossallee 1a 52° 3′ 24″ N, 9° 47′ 22″ O    | Scheune       |                              | 34530361 |      |
| Schlossallee 1a 52° 3′ 27″ N, 9° 47′ 32″ O    | Erbbegräbnis  |                              | 34530744 | BW   |

### Gruppe: Wohnhäuser, Gellenberg 21, 23, 24
Die Gruppe „Wohnhäuser, Gellenberg 21, 23, 24“ hat die ID 34458346.

| Lage                                     | Bezeichnung | Beschreibung | ID       | Bild |
| ---------------------------------------- | ----------- | ------------ | -------- | ---- |
| Gellenberg 21 52° 3′ 34″ N, 9° 47′ 33″ O | Wohnhaus    |              | 34530409 | BW   |
| Gellenberg 23 52° 3′ 34″ N, 9° 47′ 34″ O | Wohnhaus    |              | 34530431 | BW   |
| Gellenberg 24 52° 3′ 34″ N, 9° 47′ 34″ O | Wohnhaus    |              | 34530453 | BW   |

### Einzeldenkmale
| Lage                                          | Bezeichnung              | Beschreibung                                                    | ID       | Bild           |
| --------------------------------------------- | ------------------------ | --------------------------------------------------------------- | -------- | -------------- |
| Am Sellenfried 2 52° 3′ 30″ N, 9° 47′ 18″ O   | Wohn-/Wirtschaftsgebäude |                                                                 | 34530389 | BW             |
| Hohe Tafel 52° 2′ 7″ N, 9° 49′ 0″ O           | Turm                     | Die Einweihung des Ernst-Binnewies-Turm war am 15. August 1926. | 34530475 | Weitere Bilder |
| Im Eichenwinkel 1 52° 3′ 34″ N, 9° 47′ 14″ O  | Wohnhaus                 |                                                                 | 34530496 | BW             |
| Unter der Kirche 8 52° 3′ 28″ N, 9° 47′ 21″ O | Wohnhaus                 |                                                                 | 34530628 | BW             |
| Unter der Kirche 7 52° 3′ 27″ N, 9° 47′ 19″ O | Pfarrhaus                |                                                                 | 34530608 | BW             |
| Zur Neuen Straße 4 52° 3′ 28″ N, 9° 47′ 7″ O  | Wohnhaus                 |                                                                 | 34530648 | BW             |

## Wallenstedt

### Gruppe: Hofanlage, Hohle Grund 3
Die Gruppe „Hofanlage, Hohle Grund 3“ hat die ID 34458422.

| Lage                                        | Bezeichnung      | Beschreibung | ID       | Bild |
| ------------------------------------------- | ---------------- | ------------ | -------- | ---- |
| Im Hohle Grunde 3 52° 4′ 2″ N, 9° 47′ 59″ O | Wohnhaus         |              | 34531102 | BW   |
| Im Hohle Grunde 3 52° 4′ 3″ N, 9° 47′ 59″ O | Wirtschaftstrakt |              | 34531168 | BW   |
| Im Hohle Grunde 3 52° 4′ 3″ N, 9° 47′ 59″ O | Stall            |              | 34531234 | BW   |
| Im Hohle Grunde 3 52° 4′ 4″ N, 9° 48′ 0″ O  | Stall            |              | 34531300 | BW   |
| Im Hohle Grunde 3 52° 4′ 2″ N, 9° 48′ 2″ O  | Wagenschauer     |              | 34530932 | BW   |

### Einzeldenkmale
| Lage                                        | Bezeichnung              | Beschreibung | ID       | Bild |
| ------------------------------------------- | ------------------------ | ------------ | -------- | ---- |
| Im Hohle Grund 52° 4′ 5″ N, 9° 48′ 13″ O    | Kriegerdenkmal           |              | 34530891 | BW   |
| Im Hohle Grund 2 52° 4′ 0″ N, 9° 47′ 58″ O  | Wohn-/Wirtschaftsgebäude |              | 34530912 | BW   |
| Im Hohle Grund 2 52° 4′ 0″ N, 9° 47′ 58″ O  | Einfriedungsmauer        |              | 38720818 | BW   |
| Im Hohle Grund 2 52° 3′ 59″ N, 9° 47′ 58″ O | Streuobstwiese           |              | 38720864 | BW   |